# Nannosquilloides
Nannosquilloides is een geslacht van kreeftachtigen uit de klasse van de Malacostraca (hogere kreeftachtigen).

## Soort
- Nannosquilloides occultus (Giesbrecht, 1910)